# Abbot Kinney
Abbot Kinney (16. listopadu 1850, New Brunswick, New Jersey, USA – 4. listopadu 1920, Santa Monica, Kalifornie) byl americký developer, opat a tabákový magnát. Je znám jako zakladatel plážového města Venice of America, dnešní čtvrti Los Angeles.